# Joseph Roswell Hawley

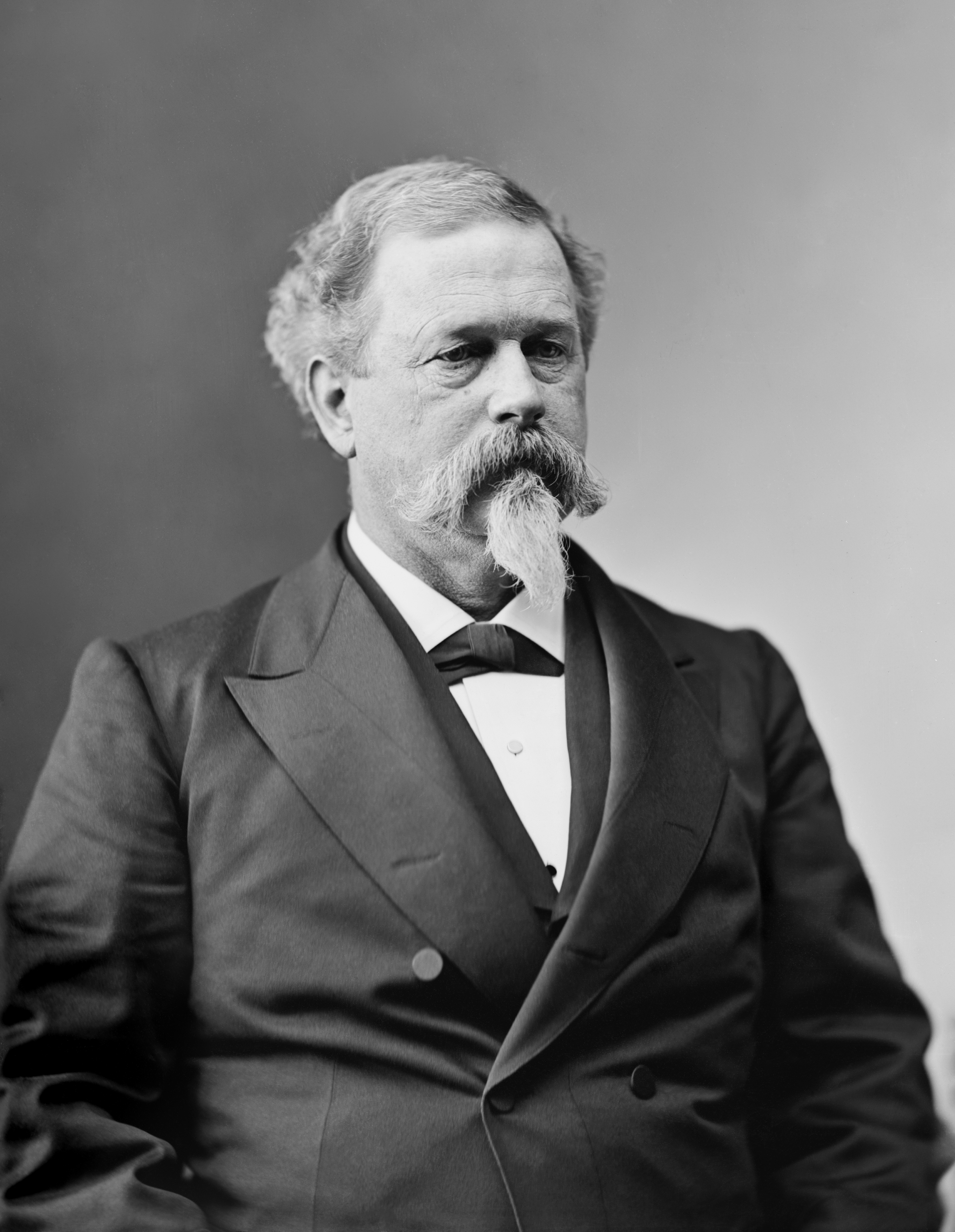
Joseph Roswell Hawley

Joseph Roswell Hawley (* 31. Oktober 1826 in Stewartsville, Scotland County, North Carolina; † 18. März 1905 in Washington, D.C.) war ein US-amerikanischer Politiker (Republikanische Partei). Von 1866 bis 1867 amtierte er als Gouverneur von Connecticut. Zudem vertrat er diesen Bundesstaat sowohl im Repräsentantenhaus als auch im Senat.

## Frühe Jahre und Teilnahme am Bürgerkrieg
Hawley graduierte 1847 am Hamilton College, studierte anschließend Jura und erhielt 1850 seine Zulassung als Anwalt. 1857 wurde er Redakteur der Hartford Evening Press. Während des Sezessionskriegs diente er in der Unionsarmee zunächst als Captain in einer Infanteriekompanie und stieg schließlich bis zum Brigadegeneral und Divisionskommandeur auf. Er nahm an mehreren Schlachten teil und war zeitweilig Militärgouverneur von Wilmington.

## Gouverneur von Connecticut
Nachdem er im Januar 1866 im Rang eines Generalmajors aus dem aktiven Dienst entlassen worden war, kandidierte er erfolgreich als Gouverneur von Connecticut. Während seiner Amtszeit, die vom 2. Mai 1866 bis zum 1. Mai 1867 währte, brach eine Konfrontation zwischen der Verschiffungs- und Bahnindustrie im Staat aus. Ein Angebot bezüglich der Überbrückung des Connecticut River an seiner Mündung durch die Eisenbahn wurde abgelehnt. 1867 unterlag er dem Demokraten James E. English, der ihm im Amt nachfolgte.

## Weiterer Lebenslauf
Nach seinem Ausscheiden aus dem Amt kehrte Hawley zunächst zu seiner Tätigkeit als Redakteur zurück. Er erwarb den Hartford Courant, den er mit der Hartford Evening Press fusionierte und so eine der auflagenstärksten Zeitungen in Connecticut schuf.
Er wurde 1872 ins Repräsentantenhaus der Vereinigten Staaten berufen, um einen freien Sitz einzunehmen, wobei er 1879 dort erneut tätig war. Hawley war zudem von 1881 bis 1905 US-Senator. Ferner war er Vorsitzender der Civil Service Commission.
Joseph R. Hawley wurde per Sondergesetz des Kongresses am 8. März 1905 zum Brigadegeneral a. D. der regulären Armee befördert. Er verstarb am 17. März 1905 in Washington und wurde auf dem Hartford's Cedar Hill Cemetery beigesetzt. Er war zwei Mal verheiratet und zwar mit Harriet Ward Foote sowie Edith Ann Horner. Aus den beiden Verbindungen gingen drei gemeinsame Kinder hervor.